# 妮可·賈西亞
妮可·賈西亞（法語：Nicole Garcia)是法國女演員與導演。

## 生平
1998年，妮可·賈西亞執導的第三部劇情長片《五克拉愛情》獲選為第55屆威尼斯影展正式競賽片，女主角凱撒琳·丹尼芙獲得最佳女演員獎；她曾以《被告》(2002)、《查理的意見》(2006)與《熾戀》(2016)三度進入坎城影展競賽單元。

## 電影作品

### 導演
- 1990年:《每隔一週》(Un week-end sur deux)
- 1994年:《最愛的兒子》(Le Fils préféré)
- 1998年:《五克拉愛情》(Place Vendôme)
- 2002年:《被告（法语：L'Adversaire (film, 2002)）》(L'Adversaire)
- 2006年:《查理的意見》(Selon Charlie)
- 2010年:《海景陽台》(Un balcon sur la mer)
- 2013年:《美好星期天（法语：Un beau dimanche (film)）》(Un beau dimanche)
- 2016年:《熾戀》(Mal de pierres)
- 2020年:《執愛不悔（英语：Lovers (2020 film)）》(Amants)

### 演員
- 1980年:《我的美國舅舅》(Mon oncle d'Amérique)
- 1981年:《戰火浮生錄》(Les Uns et les Autres)
- 2003年:《遇見莉莉》(La petite Lili)
- 2003年:《幻愛鍾情》(Histoire de Marie et Julien)
- 2019年:(Celle que vous croyez)

## 外部連結
- 妮可·賈西亞在互联网电影资料库（IMDb）上的資料（英文）